# Mönchengladbach-Geneicken (archäologischer Fundplatz)
Der spätpaläolithisch-mesolithische Fundplatz Mönchengladbach-Geneicken liegt in den Niersauen im Stadtteil Rheydt und wurde auf 11.500 v. Chr. datiert. Um 9500 v. Chr. wurde in wenigen Metern Entfernung ein Auerochse erlegt.
Der Fundplatz ist schon länger bekannt, doch erfolgten 2013 und 2014 im Rahmen des Baues eines Regenwasserrückhaltebeckens südlich vom Schloss Rheydt neue Untersuchungen auf einer Fläche von 2723 m². Dabei konnten zehn Aktivitätszonen von Angehörigen der Federmessergruppen freigelegt werden. Zudem wurden erstmals Jagdbeutereste eines Auerochsen aus dieser Epoche im Rheinland nachgewiesen.
Die Jäger und Sammler verfolgten vorrangig Wildpferd und Rothirsch, aber auch kleinere Säugetiere wie Biber oder Fuchs. Von diesen fanden sich Reste vor allem am Rande des Siedlungsplatzes. An den Stellen, wo besonders viele Steinartefakte ausgegraben wurden (bis zu 95 % der Funde), fanden sich auch viele Knochen. An zwei Stellen ließen sich Feuerstellen nachweisen.
Alle bei der Bearbeitung von Silex – meist aus nordischem Flint, der im Rheinland selten ist – anfallenden Artefakte, wie Abschläge, Klingen, Absplisse, Kerne und bloße Trümmer waren vertreten. Bevorzugt wurden zur Herstellung der Feder- und Rückenmesser regelmäßige Klingen, für die anderen Geräte überwiegend Abschläge. Doch nicht alle Konzentrationen dieser Art weisen auf Schlagplätze hin, sondern auch auf Abfallbeseitigung. Daneben fand sich Vetschau/Orsbach-Feuerstein aus dem Aachener Raum, dazu Maasschotter- und Maasei-Feuerstein aus lokalen Quellen. Die von weiter her stammenden Rohstoffe weisen durch ihre gleichmäßige Verteilung auf die vier Fundkonzentrationen darauf hin, dass diese etwa gleichzeitig bestanden.
Etwa aus der Zeit um 9500 v. Chr. stammen mesolithische Befunde westlich des spätpaläolithischen Fundbereichs. Dort fanden sich auf einer Fläche von über 25 m² mehr als 150 Knochen eines Auerochsen, dessen Knochen damit zu 80 % erhalten blieben. Dieser Auerochse ist der älteste Fund dieser Art in Deutschland. Zwei Mikrolithen zwischen den Überresten belegen, dass das etwa 18 bis 20 Jahre alte weibliche Tier von mesolithischen Jägern erlegt wurde. Wie zu dieser Zeit schon lange üblich, wurden die Fleischteile ins Lager gebracht, die Schlachtabfälle warf man in das flache Gewässer, eine mit Wasser gefüllte Rinne. Den Langknochen entnahm man durch Zerschlagen das Mark.
Zwei mesolithische Fundstreuungen, die nebst einer Feuerstelle, zahlreichen Silexartefakten sowie einzelnen Knochen, 10 bis 20 m von der Rinne entfernt entdeckt wurden, könnten mit der Auerochsenjagd in Zusammenhang stehen.